# 石泉东路
石泉東路是位於中華人民共和國上海市普陀區宜川路街道的一條道路，全長328米，道路西起光新路，向南至中山北路。道路因位于石泉路以东而得名。
道路於1980年规划．1981年開建，並將普陀区材料公司木材加工厂至光新路一段的道路建成。